# The Future (Prince)
The Future is een nummer van de Amerikaanse muzikant Prince uit 1990. Het is de vijfde en laatste single van zijn elfde studioalbum Batman, tevens de soundtrack voor de gelijknamige film.
"The Future" flopte in Amerika, maar werd wel een hit in een paar West-Europese landen. In de Nederlandse Top 40 was het het meest succesvol met een 7e positie, terwijl het succes in de Vlaamse Radio 2 Top 30 iets bescheidener was met een 22e positie.

## Tracklijst
- 7"

1. "The Future" (remixversie) – 3:30
2. "Electric Chair" – 4:13

- 12" / Cd-single

1. "The Future" (remix) – 6:25
2. "Electric Chair" (remix) – 5:36